# Sádek

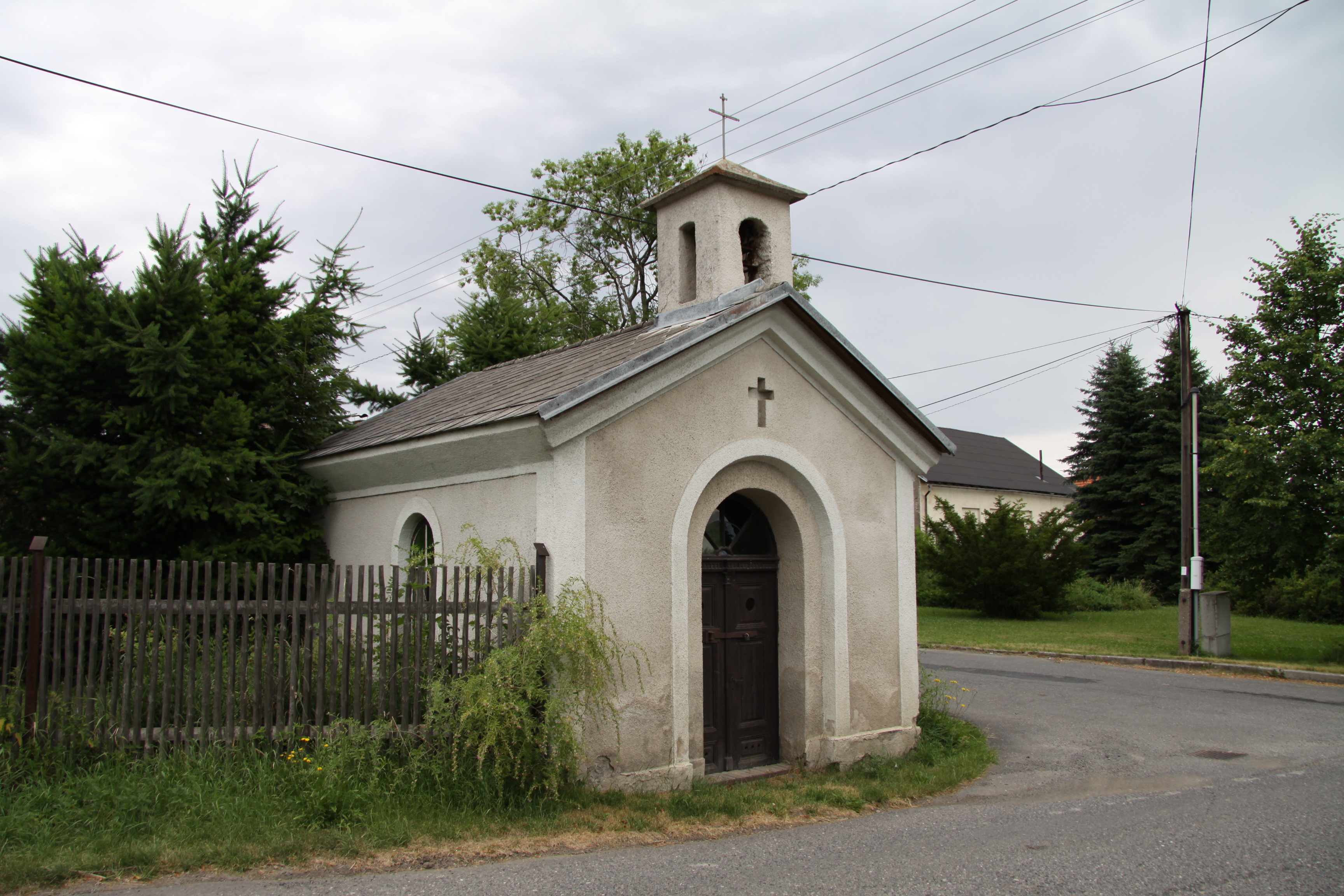
Kapelle auf dem Dorfplatz

Sádek (deutsch Sadek) ist eine Gemeinde in Tschechien. Sie liegt sechs Kilometer nordwestlich des Stadtzentrums von Příbram und gehört zum Okres Příbram.

## Geographie
Sádek befindet sich in der Quellmulde des Baches Sádecký potok am Südosthang des Brdy. Nördlich erhebt sich der Klouček (681 m n. m.), im Nordosten der Krsov (500 m n. m.) und der Prašivý vrch (494 m n. m.), östlich die Dráska (527 m n. m.), im Süden die Hůrka (535 m n. m.) und der Čihadlo (511 m n. m.), südwestlich der V Dubkově (547 m n. m.), im Westen die Brda (773 m n. m.) sowie nordwestlich die Sádka (709 m n. m.). Gegen Norden erstreckte sich bis 2015 der Truppenübungsplatz Brdy. 
Nachbarorte sind Velcí, Královky und Jince im Norden, Dominikální Paseky und Bratkovice im Nordosten, Pičínský Mlýn, Loudilka, Kardavec und Valcha im Osten, Drátovna, Trhové Dušníky, Škrtilka und Mikovcův Mlýn im Südosten, Hůrky und Lhota u Příbramě im Süden, Šachta, Oseč, Borek und Obecnice im Südwesten, Drahlín im Westen sowie Neřežín, Hrachoviště und Podluhy im Nordwesten.

## Geschichte
Im Jahre 1390 ließen die Herren Zajíc von Valdek einen Hof errichten. Nördlich davon entstand ein Obstgarten, der sich in etwa über die Hälfte des heutigen Dorfes erstreckte. Außerdem gehörte zum Hof noch eine große Schäferei hinter Drahlín. Seinen Namen erhielt der Hof wahrscheinlich als Diminutivform von dem Obstgarten. Südöstlich des Hofes, an der Einmündung des Sádecký potok in den Drahlínský potok entstand später eine Wasserfeste. In der ersten Hälfte des 15. Jahrhunderts gehörte der Herrenhof Sádek der Familie Saska von Sádek, einer Seitenlinie des Rittergeschlechts Ojíř Saska von Vacovice. Letztmals wurde die Feste 1452 im Zuge des Verkaufs des Hofes Sádek an die Brüder Jindřich und Racek von Mrtník erwähnt. Wahrscheinlich erlosch sie wenig später, heute erinnert an sie lediglich noch der Flurname U páně dvora bzw. U Dvora. Zum Ende des 15. Jahrhunderts wurde der Hof Sádek an das Gut Hluboš angeschlossen. Zu Beginn des 16. Jahrhunderts erwarb Jan Karel von Svárov das Gut Hluboš mit Drahlín, Sádek, Bratkovice und Občov. Dessen Sohn Karel tauschte Hluboš mit allem Zubehör am 5. Mai 1542 bei Petr Vamberský von Rohatec gegen das Gut Otmíče mit Libomyšl und Bavoryně sowie 400 Schock Böhmische Groschen ein. Petr Vamberskýs Nachkommen verkauften das Gut 1475 an Bedřich Hořčice von Prostý. Von diesem erwarb Wenzel Sturm von Hirschfeld das Gut Hluboš, seit Ende des 16. Jahrhunderts gehörte es den Vladiken Wtelensky von Wtelno.
Nach der Schlacht am Weißen Berg wurde das Gut Hlubosch mit dem Hof Sadek aus dem Besitz des Karl Wtelensky von Wtelno konfisziert und 1623 an Wenzel Bechinie von Lazan veräußert. 1629 erwarb Magdalena Bechinie von Olbramovice das Gut Hlubosch. Sie vererbte es 1636 hälftig ihrem dritten Ehemann Jan Humprecht von Račín und ihren Kindern. 1675 teilte Christoph Humprecht von Račín 1675 die Herrschaft Hlubosch in die beiden Güter Hlubosch sowie Bratkovice und Sádek. Im Jahre 1705 erwarben die Herren Bechinie von Lazan beide Anteile der Herrschaft und vereinten sie wieder. Bis 1714 gehörte Sadek zum Podbrder Kreis, danach wurde die Siedlung Teil des Berauner Kreises. 1741 übernahm Johann Anton Hochberg von Hennersdorf die Güter Hlubosch und Pitschin, wobei Hlubosch der Besitz seiner Frau Marie Bechinie von Lazan war. In den 1770er Jahren schlossen die Grafen Hochberg von Hennersdorf Hlubosch und Pitschin zu einer Herrschaft Hlubosch zusammen. Im 18. Jahrhundert entstand zunächst am westlichen Rande des Obstgartens eine kleine Streusiedlung mit einigen Chaluppen, später wurde der Garten verkleinert und auf seinem Terrain weitere Häuser errichtet. Mit kaiserlicher Bewilligung ließ Anton Hochberg von Hennersdorf die überschuldete Herrschaft am 30. November 1816 in einer Lotterie ausspielen. Das große Los zog dabei ein Wiener Hofsattler, der die Herrschaft umgehend an Otto Victor I. von Schönburg-Waldenburg verkaufte. 1826 veräußerte Fürst Otto Victor die Herrschaft an seine Schwägerin Louise Fürstin zu Schönburg-Hartenstein, geborene von Schwarzenberg, die Ehefrau seines Bruders Eduard. Im Jahre 1835 verkaufte Fürstin Louise die Herrschaft Hlubosch für 220.000 Gulden an den ehemaligen Gouverneur des preußischen Fürstentums Neuenburg, Ludwig von Pourtalès.
Im Jahre 1846 bestand Sadek aus 19 Häusern mit 185 Einwohnern. Im Ort gab es einen obrigkeitlichen Meierhof, abseits lag eine obrigkeitliche Schäferei (Malý Drahlín). Pfarrort war Hlubosch. Bis zur Mitte des 19. Jahrhunderts blieb Sadek der Herrschaft Hlubosch untertänig.
Nach der Aufhebung der Patrimonialherrschaften bildete Sádek / Sadek ab 1850 einen Ortsteil der Gemeinde Hluboš im Gerichtsbezirk Příbram. Ab 1868 gehörte Sádek zum Bezirk Příbram. Nach der Errichtung einer Schule in Drahlín wurden 1871 die Kinder aus Drahlín und Sádek von Hluboš nach Drahlín umgeschult. 1872 verkaufte die Familie von Pourtalès die Grundherrschaft Hluboš an Karl Fürst zu Oettingen-Wallerstein. Seit 1879 gehörte Sádek als Ortsteil zur neugebildeten Gemeinde Drahlín. Nach der gänzlichen Auflösung des Obstgartens erfolgte die Bebauung seines Geländes, dadurch wuchs die Siedlung Sádek nach Norden an und bekam eine dörfliche Struktur. 1901 löste sich Sádek von Drahlín los und bildete eine eigene Gemeinde; die Einschicht Ovčín, aus der sich später die Siedlung Malý Drahlín entwickelte, verblieb jedoch bei Drahlín. Kennzeichnend für die Entwicklung von Sádek ist die Lage des Dorfplatzes, der zusammen mit dem ehemaligen Meierhof nicht den Ortsmittelpunkt, sondern den südlichen Abschluss der geschlossenen Ortsbebauung bildet. 1991 lebten in Sádek 185 Menschen; beim Zensus von 2001 wurden 93 Häuser und 227 Einwohner gezählt. In Sádek gibt es heute 104 Adressen. Ende 2015 wurde die Gemeinde im Zuge der Auflösung des Truppenübungsplatzes Brdy um den Katastralbezirk Sádek v Brdech erweitert.

## Gemeindegliederung
Für die Gemeinde Sádek sind keine Ortsteile ausgewiesen. Zu Sádek gehört die Einschicht Hůrky.

## Sehenswürdigkeiten
- Kapelle auf dem Dorfplatz
- Ehemaliger Meierhof (Haus Nr. 1)